# Satoru Noda
Satoru Noda (Hokkaido, 19 maart 1969) is een voormalig Japans voetballer.

## Carrière
Satoru Noda speelde tussen 1990 en 2004 voor Yokohama Marinos, Avispa Fukuoka en Volca Kagoshima.